# La Capinera
Pour plus de détails, voir Fiche technique et Distribution.
La Capinera (La chiamavan Capinera...) est un mélodrame sentimental italien de Piero Regnoli sorti en 1957.

## Synopsis
Un chanteur sans succès connu sous le nom de « Capinera » se blesse et est hébergé dans la maison d'un célèbre chanteur d'opéra qui a un fils.

## Fiche technique
- Titre français : La Capinera[1]
- Titre original : La chiamavan Capinera...[2],[3]
- Réalisation : Piero Regnoli
- Scénario : Giuseppe Maggi, Alessandro De Stefani, Piero Regnoli
- Photographie : Bitto Albertini
- Montage : Nina Del Sordo
- Musique : Luigi Malatesta
- Décors : Luigi Carosio et Giulio Giorgis
- Costumes : Maria Luisa Manganella
- Production : Giuseppe Lo Bianco
- Sociétés de production : Giellebi
- Format : Noir et blanc
- Pays de production :  Italie
- Langue de tournage : italien
- Genre : mélodrame sentimental
- Durée : 95 minutes
- Dates de sortie : 
  - Italie : 1957 (visa délivré le 3 août 1957)

## Distribution
- Irene Galter : Capinera
- Pierre Cressoy : Paolo
- Gino Bechi : Massimo Banti
- Nadia Bianchi : Myrta
- Laura Nucci : La femme de Banti
- Giulio Donnini : Boris
- Nino Milano
- Giulio Calì
- Nerio Bernardi
- Amelia Perrell
- Michele Zentilli
- Toni Geri
- Carlo Lombardi
- Mimmo Poli